# Šićki Brod
Šićki Brod je naseljeno mjesto u sastavu općine Tuzla, Federacija Bosne i Hercegovine, BiH.

## Povijest
Do 1952. je nosilo ime Rudarska kolonija - Šićki Brod, nakon čega nosi ime Šićki Brod (Sl.l. NRBIH 17/52). Godine 1962. pripojeno je Bukinju (Sl.list NRBIH 47/62). Godine 1990. kao nastaje kao novo naselje izdvajanjem iz Tuzle (Sl.l. SRBIH 33/90).
1987. godine na površinskom kopu Šićki Brod nastalo je akumulacijsko jezero Šićki Brod. 2000-ih je preuređeno za športski ribolov. 1. srpnja 2019. otvorena je najveća karting staza na Balkanu, Karting Arena SpeedXtreme, na lokalitetu petlja Šićki Bord (bivši Interex), a iz Karting arene Speed Extreme najavljivali su gradnju još 2015. godine. Otvorenje staze na lokaciji Šička petlja zamisao je predstavnika Karting sekcije Tuzlanskoga auto-moto kluba, kompanije BINGO i karting arene „Speed Extreme“. Staza je s ukupno 15 sodi kartinga, profesionalnim sustavom mjerenja vremena, prikazom na TV-u mjerenja vremena svakog kruga u tijeku vožnje.

## Uprava
Šićki Brod je mjesna zajednica u općini Tuzli. Spada u ruralno područje općine Tuzle. U njemu je 31. prosinca 2006. godine prema statističkim procjenama živjelo 6.745 stanovnika u 1.792 domaćinstva.

## Infrastruktura
Šićki Brod dosta trpi zbog zagađenosti zraka čiji je glavni tvorac TE Tuzla. Događaju se apsurdne situacije da ne mogu dobiti centralno grijanje pa ljudi koji žive prekoputa TE Tuzla nemaju centralno grijanje u svojim domovima.

## Katoličanstvo
Šićki Brod pripada tuzlanskoj župi sv. Petra i Pavla apostola.

## Kultura
Od 1977. djeluje KUD Šićki Brod.

## Šport
- Sjedište RK Zrinski Tuzla je u Šićkom Brodu.
- Karting arena Speed Extreme

## Stanovništvo
| Šićki Brod         |       |       |
| godina popisa      | 1991. | 1961. |
| Hrvati             | 193   | 345   |
| Muslimani          | 855   | 141   |
| Srbi               | 208   | 410   |
| Jugoslaveni        | 287   | 373   |
| Mađari             |       | 7     |
| Slovenci           |       | 6     |
| Albanci            |       | 3     |
| Makedonci          |       | 3     |
| Crnogorci          |       | 1     |
| ostali i nepoznato | 36    | 7     |
| ukupno             | 1579  | 1296  |

U Šičkom Brodu se nalazi romsko naselje.

## Poznate osobe
- Anto Stanislav Živković, hrvatski i bosanskohercegovački rudarski inženjer, radio u Šićkom Brodu